# Rue des Capucins (Lyon)
Pour les articles homonymes, voir Rue des Capucins.
La rue des Capucins est une voie du quartier des pentes de la Croix-Rousse dans le 1er arrondissement de Lyon, en France. Rectiligne mais légèrement inclinée, elle prolonge la rue du Sergent-Blandan, s'ouvre par la place des Capucins et se termine par la place Croix-Paquet. Elle est parallèle à la rue René-Leynaud. La rue appartient à la zone classée au patrimoine mondial de l'UNESCO.

## Histoire
Selon l'historien Louis Maynard, la rue occupe « à peu près l'emplacement de la rue Vannerot », notamment dans sa partie est, laquelle est attestée sur le plan scénographique de Lyon vers 1550 sous le nom de rue de Vanneret. D'abord dédiée à Jean Vannerot, elle a changé de nom en 1850. La partie ouest de la rue actuelle a été ouverte au milieu du XIXe siècle sur l'ancien site du jardin appartenant aux moines, et une petite place appelée place des Capucins fut ouverte au XVIIIe siècle.
Le monastère de l'ordre des Capucins, nommé Capucins du Petit Forez, a été construit en 1622 à l'emplacement actuel du n°6 et leur église, la chapelle Saint-André, se trouvait au pied de la montée de la Grande Côte. Leur maison a été achetée et reconstruite par un banquier, André Coste. Anne d'Autriche a assisté au début de la construction de l'édifice dédié le 25 avril 1635 par Jean de Nuchèse. Enfin, les Capucins ont été expulsés de la rue pendant la Révolution française. En 1810, la rue fut nommée Grande rue neuve des Capucins.

## Architecture et associations

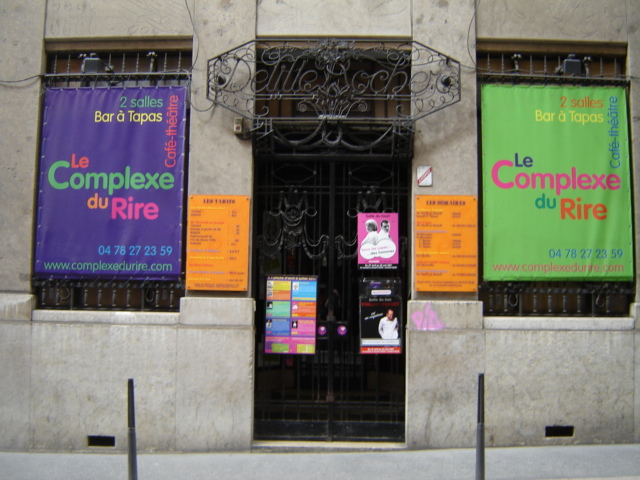
The café-théâtre Le Complexe du Rire, au n°7.

Aujourd'hui, la rue des Capucins comporte de nombreuses boutiques et magasins, un commissariat de police municipale, une association LGBT, le café-théâtre Le Complexe du Rire et un centre de l'Église de Scientologie sur la place.
L'architecture des bâtiments qui la bordent est assez simple, sans fioritures. Il y a une rangée de vieilles maisons de quatre à cinq étages avec des façades sobres et de belles portes et parfois des arcs. 

## Traboules
La rue a de nombreuses traboules, :
- no 3 et no 5 rue des Capucins → no 6 rue René-Leynaud : traboules et cours ;
- no 6 rue des Capucins → place des Capucins : traboule qui mène à une l'ancienne cour du couvent des Capucins ;
- no 7 rue des Capucins : restes de petites baraques ;
- no 15 rue des Capucins : immeuble classé, porte d'entrée remarquable ;
- no 19 rue des Capucins → no 3 rue de l'Abbé-Rozier : dans la cour, deux montées d’escaliers se font face, dans le même style que ceux de la cour des Voraces ;
- no 22 rue des Capucins → no 5 rue Coustou : entrée à colonnes